# (1464) Armisticia
(1464) Armisticia ist ein Asteroid des Hauptgürtels, der am 11. November 1939 vom belgischen Astronomen George Van Biesbroeck am Yerkes-Observatorium in Williams Bay, Wisconsin entdeckt wurde.
Der Name des Asteroiden wurde anlässlich des 21. Jahrestages des Waffenstillstandsabkommens nach dem Ersten Weltkrieg gewählt und war mit der Hoffnung verbunden, der Frieden möge andauern.